# Brimeura
Brimeura es un pequeño género de plantas herbáceas, perennes y bulbosas  perteneciente a la subfamilia de las escilóideas dentro de las asparagáceas. Está estrechamente relacionado con Hyacinthus y Scilla. Comprende cuatro especies.  

## Taxonomía
El género fue descrito por Richard Anthony Salisbury  y publicado en The Genera of Plants 26. 1866. La especie tipo es:  Brimeura amethystina (L.) Chouard

## Especies
Las especies aceptadas, autoridades y referencias se listan a continuación:
- Brimeura amethystina (L.) Chouard —Compt. Rend. Hebd. Séances Acad. Sci. 191(23): 1147 (1930)
  - Brimeura amethystina (L.) Chouard subsp. duvigneaudii (L.Llorens) O.Bolòs & Vigo —Fl. Països Catalans 4: 96 (2001)
  - Brimeura amethystina (L.) Chouard subsp. fontqueri (Pau) O.Bolòs & Vigo—Fl. Països Catalans 4: 96 (2001)
- Brimeura duvigneaudii (L.Llorens) Rosselló, Mus & Mayol —in An. Jard. Bot. Madrid, 49(2): 294 (1991 publ. 1992)
- Brimeura fastigiata (Bertol.) Chouard —in Bull. Mus. Hist. Nat. Paris, 1931, Ser. II. iii. 177
- Brimeura fontqueri (Pau) Speta —Bot. Jahrb. Syst. 103(2): 278 (1982)